# Pont-Hébert
Pont-Hébert es una comuna francesa situada en el departamento de La Mancha, en la región de Normandía.

## Historia
Fue creada el 1 de enero de 2018, en aplicación de una resolución del prefecto de La Mancha de 13 de diciembre de 2017 con la unión de las comunas de Le Hommet-d'Arthenay y Pont-Hébert, pasando a estar el ayuntamiento en la antigua comuna de Pont-Hébert.

## Demografía
| Gráfica de evolución demográfica de Pont-Hébert entre 1851 y 2020 |
|                                                                   |

Los datos entre 1800 y 2015 son el resultado de sumar los parciales de las dos comunas que forman la nueva comuna de Pont-Hébert, cuyos datos se han cogido de 1800 a 1999, de las comunas de Le Hommet-d'Arthenay y Pont-Hébert de la página francesa EHESS/Cassini. Los demás datos se han cogido de la página del INSEE.

## Composición
| Comuna delegada      | Código INSEE | Población (2015) | Superficie (km²) | Densidad (hab./km²) |
| -------------------- | ------------ | ---------------- | ---------------- | ------------------- |
| Le Hommet-d'Arthenay | 50248        | 395              | 14.85            | 27                  |
| Pont-Hébert          | 50409        | 1738             | 14.99            | 116                 |